# Hunsrik (jezik)
Hunsrik jezik (hunsriker, rio grand hunsriker; ISO 639-3: hrx), germanski jezik koji se govori u južnom Brazilu po državama Rio Grande do Sul, Santa Catarina, i Paraná, i nadalje u Argentini, Čileu, Paragvaju i Urugvaju.
Njime govori oko 3 000 000 njemačkih potomaka koji su se u Brazil počeli naseljavati od 1824. pa negdje do početka Drugog svjetskog rata. Kroz svoju povijest službeno je bio minimiziran sve do 2000.-tih kada je priznat. Svoj kodni naziv [hrx] dobiva 18. srpnja 2007.
Postoji nekoliko dijalekata. Etnička pripadnost: 5 000 000.